# 泰拉威

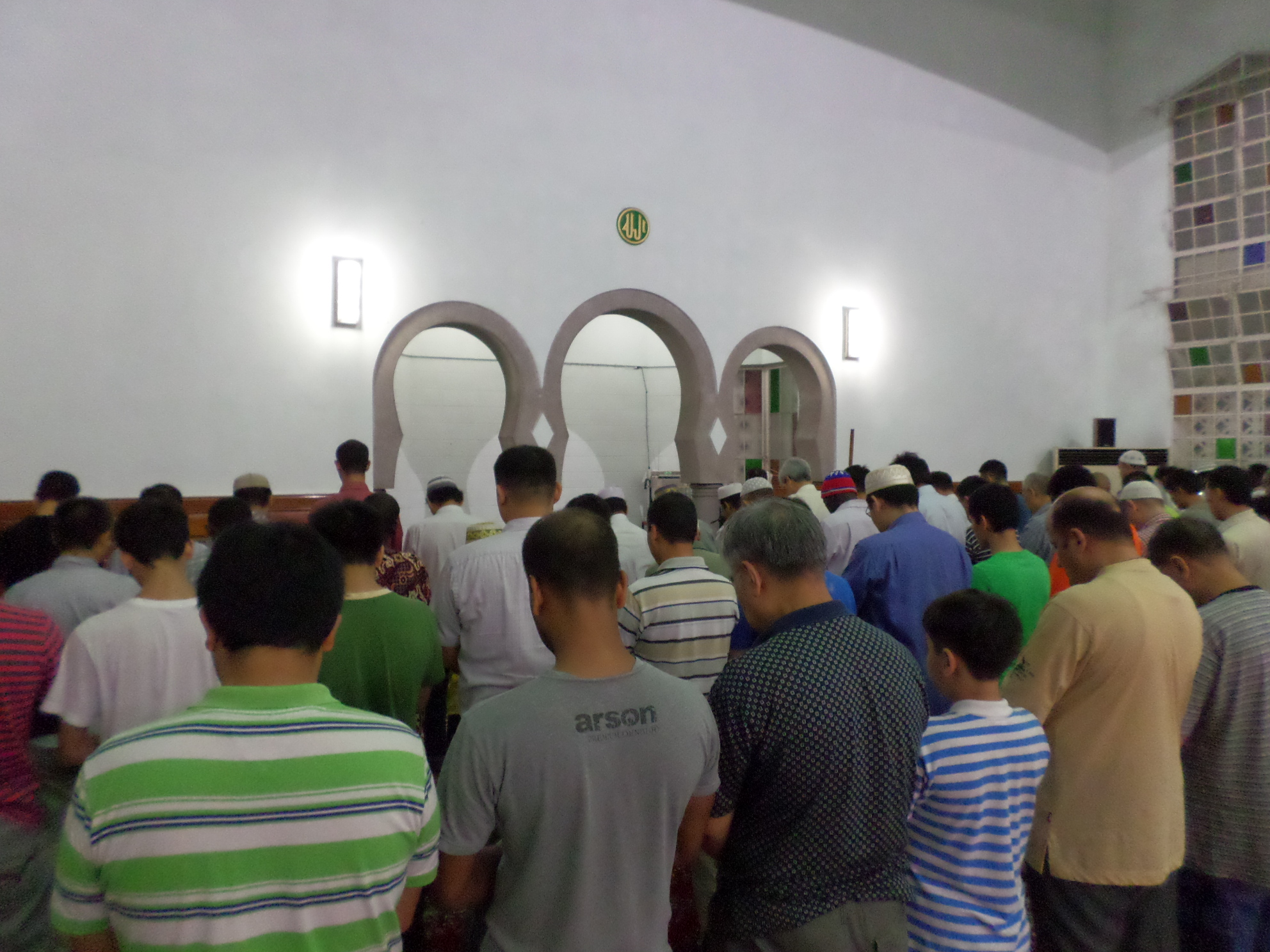
位於台北清真寺的泰拉威

泰拉威（阿拉伯語：تراويح、英語：Tarawih）是阿拉伯用語，指遜尼派伊斯蘭教教徒在賴買丹月內晚上所進行的特別禮拜。

## 概覽
泰拉威禮拜可以進行任何偶數的禱告循環，穆斯林通常會進行八至二十個禱告循環。泰拉威禮拜只在伊斯蘭曆賴買丹月的宵禮（Isha'a）禮拜後舉行。遜尼派穆斯林認為，每晚的泰拉威禮拜裡誦讀至少一卷古蘭經是傳統的做法。如果穆斯林不能很好地閱讀及理解古蘭經，他們可以閱讀他們明白的章節。
世界各地的遜尼派穆斯林社區也會進行泰拉威禮拜，在海外，泰拉威禮拜對穆斯林男子及女子來說都是重要的宗教活動。在穆斯林國家，女子不會經常到清真寺進行禮拜，她們傾向於在家裡進行禮拜，而在海外，女子在清真寺進行泰拉威禮拜卻是尋常之事。

### 遜尼派的觀點
遜尼派穆斯林認為泰拉威禮拜是穆罕默德進行的一個禮拜，是懿行拜（Sunnah salat），如信徒未能在清真寺參與，可在家中進行禮拜。據傳穆罕默德最初在宗教集會上進行泰拉威禮拜，但在後來由於擔心穆斯林會認為禮拜者是被強制進行禮拜而沒有再這樣做。在歐麥爾·本·赫塔卜出任哈里發時，他重新恢復了泰拉威禮拜，人們不再認為泰拉威禮拜是強制性的。

### 什葉派的觀點
什葉派穆斯林不進行泰拉威禮拜，認為那是第二任哈里發歐麥爾·本·赫塔卜設立的異端。據指出，歐麥爾在賴買丹月看見人們以各種形式在清真寺裡禮拜，於是創立泰拉威禮拜。根據一些最可信的遜尼派及什葉派的聖訓來源，穆罕默德強烈建議穆斯林各自禮拜，最好是在家裡進行，因此，什葉派將穆罕默德容許穆斯林在會堂上禮拜的說法置之不顧，因其與廣泛得到承認的觀點有所抵觸。什葉派不同意遜尼派重視泰拉威禮拜高於常規泰罕珠德禮拜的做法。什葉派不認同泰拉威禮拜，他們認為這與古蘭經有所抵觸。什葉派認為遜尼派在泰拉威禮拜誦讀古蘭經時的速度極快，違反古蘭經第七章：「當別人誦讀《古蘭經》的時候，你們當側耳細聽，嚴守緘默，以便你們蒙受真主的憐憫。」及第七十五章：「你不要搖動你的舌頭，以便你倉卒地誦讀它。」什葉派穆斯林認為，如果以泰拉威禮拜取締穆罕默德規定的泰罕珠德禮拜，這是錯誤的，並偏離了穆斯林本來的儀式習慣。

### 其他
2000年1月3日，马来西亚首相马哈迪·莫哈末对某些人利用泰拉威祈祷来谋取政治利益表示遗憾。